# Palais Colonna (Rome)
Ne doit pas être confondu avec Palais Colonna Barberini (Palestrina) ou Palais Colonna (Naples).
Le palais Colonna est la demeure historique de la famille Colonna. Le palais est proche de la piazza Venezia à Rome, il abrite notamment la galerie Colonna, la salle de l'apothéose de Martin V et les appartements Isabella.

## Histoire
La famille Colonna, originaire du village de Colonna près de Rome, commence la construction du palais au XIVe siècle. Celle-ci durera cinq siècles, chaque époque laissant un témoignage de sa propre architecture.
Dans les années 1420, le palais est la résidence du pape Martin V, issu de la famille Colonna. En 1527, le palais est épargné par sac de Rome grâce aux bonnes relations entretenues par la famille avec Charles Quint, et le palais héberge de nombreux malheureux. Au XVIIe siècle, il devient une demeure aristocratique baroque, avec l'intervention notamment de Bernini, Antonio del Grande, Carlo Fontana et Paul Schor ; la galerie Colonna est alors édifiée, avec une longueur de 76 mètres. Le plafond de la salle du trône représentant l'Apothéose de Martin V est dû à l'artiste Benedetto Luti (1666-1724).

## Galerie Colonna
Collection de peintures du XVe, XVIe et XVIIe siècles. La galerie et la collection sont dues à l’initiative du cardinal Girolamo Colonna, dans le palais familial, au début du XVIIe siècle.
Il s’agit, avec la galerie Doria-Pamphilj et le Palazzo Pallavicini Rospigliosi, d’une des plus grandes collections d'art privées à Rome.

### Collections
- École de Ferrare du XVe siècle
- Gaspard Dughet
- Francesco Trevisani : Christ couronné d'épines
- Bronzino : Vénus, Cupidon et satyre
- Salvator Rosa : Saint Jean-Baptiste dans une grotte ; Prédication de saint Jean-Baptiste
- Annibal Carrache : Le Mangeur de haricots (1580-90)
- Francesco Albani : Le Rapt d'Europe
- Paul Véronèse : Portrait de gentilhomme
- Bernard van Orley : Sept joies et les sept douleurs de la Vierge
- Simone Cantarini : Sainte Famille

## Lieu de tournage
En 2016, une équipe de l'émission Secrets d'Histoire a tourné plusieurs séquences au palais dans le cadre d'un numéro consacré à Michel-Ange, intitulé Les démons de Michel-Ange, diffusé le 13 juillet 2017 sur France 2.
Des séquences ont également été tournées au palais dans le cadre d'un numéro consacré à Lucrèce Borgia, intitulé Lucrèce Borgia, une femme au Vatican, diffusé le 28 juin 2018 sur France 2.

## Galerie

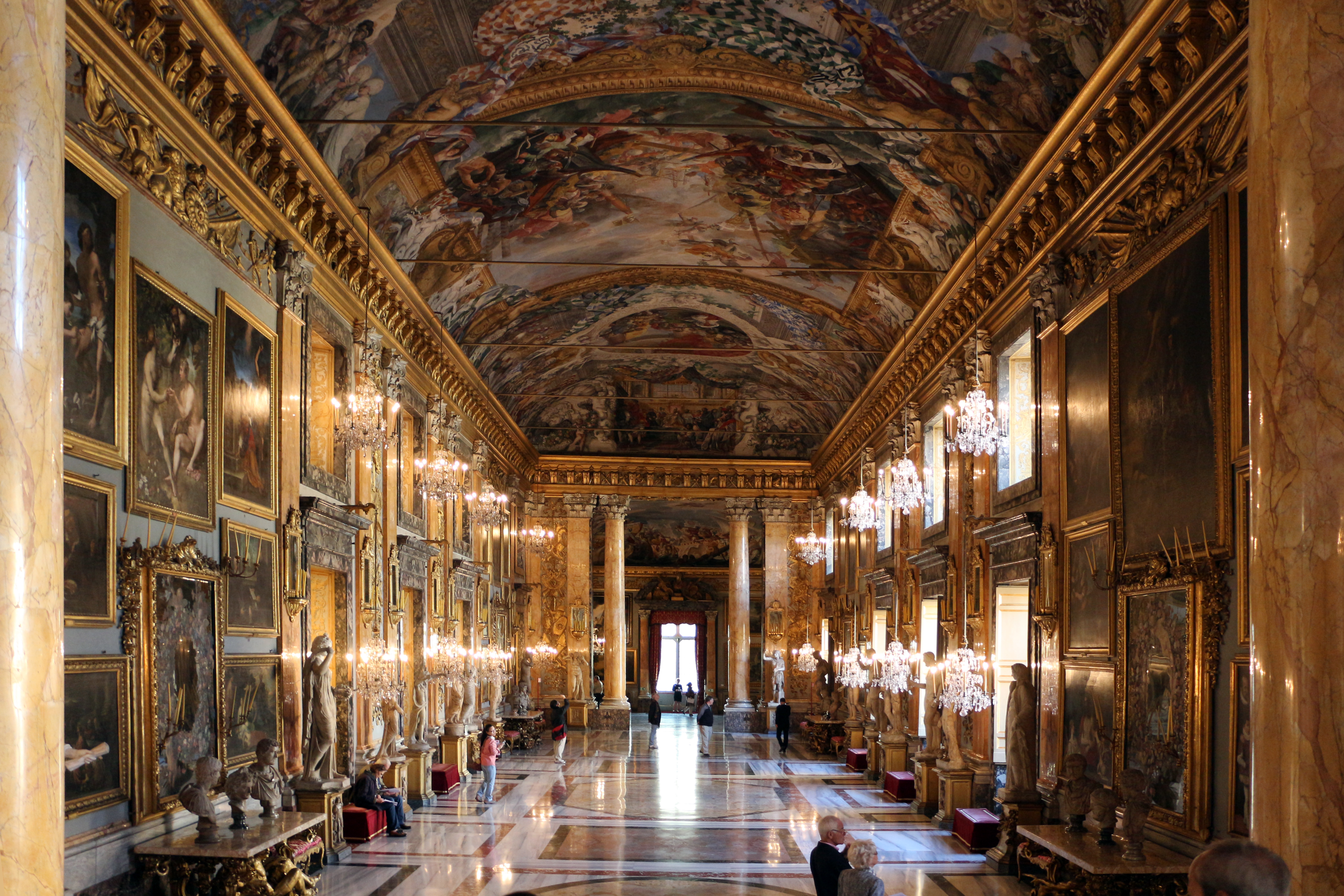
La Galerie Colonna